# Mutteristock
Der Mutteristock ist mit einer Höhe von 2294 m ü. M. der höchste Berg der Oberseegruppe in den Schwyzer Alpen. Sein Gipfel liegt südöstlich des Wägitalersees und nördlich des Klöntalersees im Kanton Schwyz nahe der Kantonsgrenze zu Glarus in der Schweiz.

## Nachweise
1. 1 2 3  
Karten der Schweiz (SwissTopo)
2. ↑  
Ernst Höhne: Knaurs Lexikon für Bergfreunde / Die Alpen zwischen Matterhorn und Bodensee. Droemer Knaur, München 1987, ISBN 3-426-26223-1, S. 195.